# أسلمة ألبانيا
جرت أسلمة ألبانيا نتيجة للحكم العثماني لها في أواخر القرن الرابع عشر. أدخل العثمانيون عبر إدارتهم وجيشهم الإسلام إلى ألبانيا من خلال السياسات المختلفة والحوافز الضريبية، وشبكات التجارة والروابط الدينية العابرة للحدود الوطنية. في بضعة القرون الأولى من الحكم العثماني، كان انتشار الإسلام في ألبانيا بطيئًا اشتد بصورة رئيسية خلال القرنين السابع عشر والثامن عشر بسبب تزايد التكامل الاجتماعي والعسكري العثماني، والعوامل الجغرافية السياسية وانهيار البنى الكنسية. كان واحدًا من أكثر التطورات أهمية في التاريخ الألباني إذ تحول الألبان في ألبانيا من غالبية سكانية مسيحية (كاثوليك وأرثوذكس) إلى غالبية مسلمة (سنة وبكتاش وبعض الطوائف الأخرى)، مع الاحتفاظ بأقليات إثنية ألبانية مسيحية بارزة في مناطق معينة. لعب الوضع الناتج حيث كان الإسلام السنّي المعتقد الأكبر في المنطقة الإثنية اللغوية الألبانية مع وجود معتقدات أخرى معه في خليط إقليمي دور تأثير رئيسي في تشكيل التطور السياسي لألبانيا في أواخر الفترة العثمانية. في معزل عن التغييرات الدينية، سبب اعتناق الإسلام تحولات اجتماعية وثقافية أخرى شكلت الألبان والثقافة الألبانية وأثرت فيهم.
خلال القرنين السادس عشر والثامن عشر، أُجبر المسيحيون الألبان على التحول إلى الإسلام من خلال العنف الفج، والمضايقات وزيادة الضرائب من قبل العثمانيين. أشعلت هذه المعاملة شرارة الثورات الألبانية التي قامت في أعوام 1433 – 1439، 1452، 1480 – 1481، 1506 – 1507، 1519 – 1520، 1594، 1601 – 1602، 1621، 1614، 1618، 1683 – 1684، 1737، 1833 – 1839، 1844، و1850. رغم محافظة الألبان على ثقافة مسيحية متخفية، عُرفت باسم «لارامان»، واجه أولئك الذين حاولوا العودة إلى المسيحية، بتشجيع من البابا كليمنت الحادي عشر، عقوبة الموت وفقًا للقانون العثماني. في نهاية المطاف، تجاوز الألبان بقية المجموعات البلقانية في الطبقة والنفوذ ضمن الحكم العثماني مما أكسبهم مكانة بارزة، على الرغم من قلة عددهم.

## تاريخها

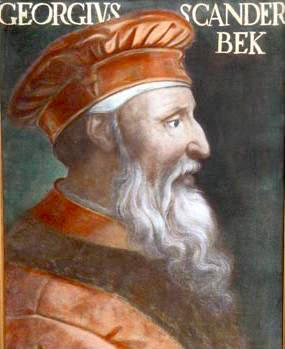
جورج كاستريوتي (إسكندر بك) (1405 –1468)

بدأ الألبان التحول للإسلام وقتما صاروا جزءًا من الدولة العثمانية في أواخر القرن الرابع عشر. تختلف ألبانيا عن المناطق الأخرى في البلقان مثل بلغاريا والبوسنة في أنه وحتى القرن الخامس عشر، ظل الإسلام محصورًا بأعضاء الطبقة الأرستقراطية المختارة والمستوطنات العسكرية المتناثرة في يوروك. بالتالي، حدث التحول الفعلي إلى الإسلام في البداية بصورة رئيسية بين النخبة المسيحية، التي أبقت على بعض الميزات السياسية والاقتصاية السابقة، وطبقة ملاك التيمار أو العقارات من السباهية الناشئة في النظام العثماني الجديد.
تضمنت هذه شخصيات أرستقراطية مثل جورج كاستريوتي (إسكندر بك) الذي تحول للإسلام أثناء خدمته العثمانيين وعاد لاحقًا إلى اعتناق المسيحية إبان انتفاضة ألبانيا الشمالية على المحتل التركي التي بدأها في أواخر القرن الخامس عشر. خلال ذلك، أمر أيضًا بقية الذيين اعتنقوا الإسلام أو كانوا من المُستعمرين المسلمين أن يتحولوا إلى المسيحية أو يواجهوا الموت المؤكد. تلقى اسكندر بك مساعدة عسكرية من مملكة نابولي التي أرسلت في عام 1452 رامون دورتافا الذي عُين واليًا على ألبانيا وكُلف بمهمة حماية الكاثوليكية بين السكان المحليين من انتشار الإسلام. أثناء النزاعات بين اسكندر بك والعثمانيين، دفعت المعارك المتعددة والغارات السلطان محمد الفاتح إلى بناء حصن إيلبصان (1466) في الأراضي المنخفضة لمواجهة المقاومة القادمة من المعاقل الجبلية. قبل وفاة اسكندر بك (1468) وبعدها، هاجر أجزاء من الأرستقراطيين الألبان إلى جنوب إيطاليا مع عدد من الألبان هربًا من الغزو العثماني الذي ما زالت سلالته تعيش في الكثير من القرى التي استوطنوها.
حتى بعد وقت طويل من سقوط اسكندر بك، تمردت أجزاء ضخمة من الريف الألباني على الحكم العثماني، متكبدين في غالب الأوقات خسارات بشرية كبيرة، تضمنت هلاك قرىً بأكملها. في سبعينيات القرن الخامس عشر، بدأ الحكام العثمانيون سعيًا منسقًا غرضه تحويل السكان الأصليين إلى الإسلام بغية وقف التمردات الموسمية في إيلبصان وريكا، وسبقت تمردًا فاشلًا في عام 1596 بين الكاثوليكيين في الشمال سلسلة من الإجراءات العقابية القاسية التي أدت إلى التحول للإسلام. بلغت أسلمة ألبانيا ذروتها في وقت متأخر جدًا عن بقية المناطق المُأسلمة بصورة كاملة أو جزئية: أظهرت بيانات إحصاء السكان العثمانية للقرن السادس عشر أن السناجق التي عاش فيها الألبان بقيت مسيحية بغالبيتها بنسبة مسلمين لا تتعدى 5% في معظم المناطق في حين أنه وخلال هذه الفترة كان المسلمون قد أصبحوا يشكلون نسبًا كبيرةً في أجزاء من البوسنة (البوسنة 46%، الهرسك 43%، ساراييفو المدنية 100%)، شمال اليونان (تريكالا 17.5%)، مقدونيا المدنية (كلتا سكوبي وبيتولا 75%) وبلغاريا الشرقية (سيليسترا 72%، تشيرمين 88%، نيكوبول 22%). لاحقًا، في القرن التاسع عشر، وقتما توقفت عملية الأسلمة في معظم البلقان، استمرت في إحراز تقدم كبير في ألبانيا، لا سيما في الجنوب.
في الفترة المبكرة من حكم العثمانيين، أُعيد تنظيم المناطق التي تشكل ألبانيا المعاصرة في وحدة إدارية سُميت سنجق – آي أرنافيد أو سنجق – آي أرنافود. في بداية الحكم العثماني، حُولت الكنائس البارزة التي تحمل معنًى رمزيًا أو قيمة ثقافية فقط في المستوطنات الحضرية إلى مساجد. معظم المساجد التي شُيدت في ألبانيا بُنيت في الأساس ضمن حصون للحامية العثمانية في بعض الأحيان من قبل السلاطين العثمانيين خلال حملاتهم العسكرية في المنطقة مثل مسجد السلطان محمد الفاتح في إشقودرة والمسجد الأحمر في بيرات وغيرها.
من ناحية الحكم، تسامح الحكم العثماني مع الأتباع المسيحيين إلى حد كبير لكنه مارس التمييز ضدهم أيضًا، وجعلهم مواطنين من الدرجة الثانية وفرض عليهم ضرائب عالية إضافة إلى قيود قانونية متعددة مثل عدم قدرتهم على محاكمة المسلمين، أو اقتناء الخيول، أو الأسلحة، أو منازل تطل على منازل المسلمين. بينما كانت السلطات العثمانية دائمة الشك في الكاثوليكية، لكنها سمحت للكنيسة الأرثوذكسية إلى حد كبير بالعمل دون عوائق، باستثناء عدة فترات جرى فيها قمع الكنيسة وطرد الأساقفة والاستيلاء على الممتلكات والإيرادات. خلال الفترة العثمانية، عاش معظم المسيحيين إلى جانب معظم المسلمين بدرجة من التوفيق بين المعتقدات، واستمرت ممارسة الشعائر الوثنية المختلفة؛ لكن بقي معظمها محفوظًا أفضل الحفظ ضمن طوائف سرية مثل البكتاشية.